# Husâm ad-Dîn Temür Tash
Pour les articles homonymes, voir Temur.
Husâm ad-Dîn Temür Tash (1122-1152), aussi appelé Husameddin Timurta ou encore Temur Tash ibn Il Ghazi I, était  émir artukide d'Alep puis de Mayyâfâriqîn (Silvan).
Il était le fils de l'artukide Il Ghazi ibn Ortoq.
Il fit construire le pont de Malabadi à Silvan-Diyarbakır.
Son fils Necmeddin Alpi lui succède à sa mort.